# Patada inicial

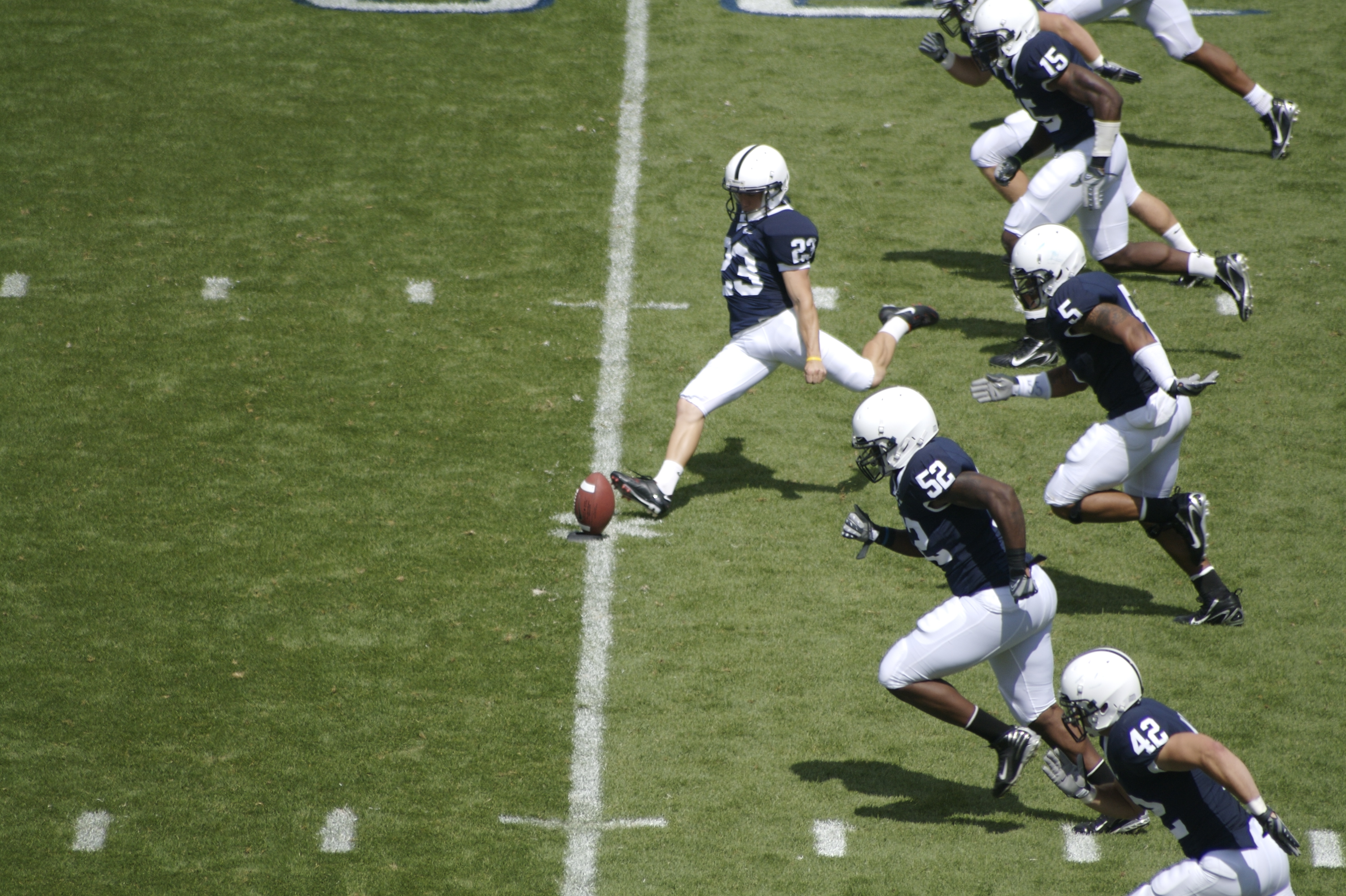

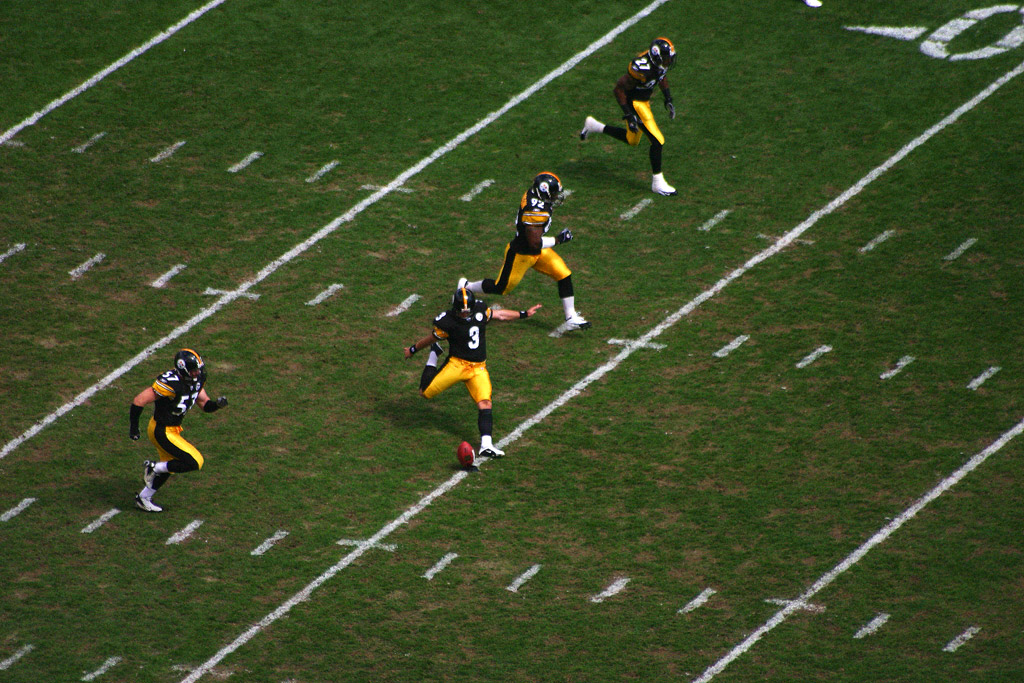

La patada inicial o kickoff (en inglés) es una jugada del fútbol americano y fútbol canadiense. Se realiza al comienzo de cada encuentro, al inicio del tercer cuarto y después de cada anotación ya sea esta por touchdown o field goal, también después de un safety, pero en este caso la patada arranca desde las manos del pateador en vez de hacerlo desde el suelo.

## Formaciones de los equipos
Los 11 hombres del equipo a patear se juntan en una sola línea, cinco de cada lado expandidos a lo ancho del campo de juego y el kicker en medio de estos diez. Este intentará alejar el balón los más posible de su zona de anotación mediante una patada, que el equipo contrario debe 'retornar'.
Un jugador del equipo contrario atrapará el balón e intentará llevarlo hasta el lado opuesto del campo, atravesando 100 yardas. En la formación de jugadores que va a recibir el balón, los más rápido se sitúan por las bandas, y los más pesados en el centro. En este caso, los 11 jugadores tienen un formación distinta a la del equipo que realiza el kickoff. Los jugadores realizan 4 líneas que se va acortando. La primera línea cuenta con 5 jugadores y así sucesivamente hasta llegar a la última línea, donde solo se sitúa el retornador de kickoff, quien atrapará el balón. 

## Faltas en un kickoff
Durante el transcurso del kickoff, a los jugadores que intentan detener al retornador del kickoff se les prohíbe realizar un placaje por debajo de la cintura, lo cual sería marcado como falta, con una penalización de 15 yardas en contra, a partir de donde hayan detenido al retornador.
Normalmente el kicker intenta que la pelota se aleje lo más posible de su propia zona de anotación sacándola incluso a veces del campo de juego por la parte de atrás del campo. En este caso el equipo que no pudo hacer un retorno iniciará desde la yarda 20 de su propio lado del campo. Si por una mala patada el balón sale del campo por alguno de los costados, la ofensiva comenzará su ataque desde la yarda 40.
En ocasiones también sucede que la patada de kickoff es muy larga y el balón va a caer en la end zone. Si el retornador ve que el bloqueo de su equipo no es apropiado, lo más común es que plante una rodilla en el suelo (dentro de la propia endzone) y se marque un touchback. Así su equipo comenzará la ofensiva desde la yarda 20 de su propio lado del campo.

## Onside kick
Aunque el objetivo central del kickoff es alejar el balón, en ciertas situaciones se puede hacer un kickoff alternativo conocido como onside kick. 
En este tipo de kickoff, el objetivo principal del equipo que patea es recuperar otra vez la posesión del balón tras la patada. El kicker tratará de que el balón atraviese la distancia mínima reglamentaria para tener otra vez la posesión del balón (10 yardas) y una vez que las atraviese, los jugadores del equipo intentarán recuperarlo. El hecho de que la patada sea tan corta es algo que pone de manifiesto lo peligroso de este tipo de kickoff, pues en el caso de que sí que sea el equipo contrario el que recupera el balón, estarían muy cerca de la end zone rival. De ahí que este tipo de patadas solo se realicen ante casos extremos en los que el equipo pateador va perdiendo y queda poco tiempo de partido.
Si el equipo pateador recuperase el balón, pero este no atravesara las diez yardas mínimas, el equipo contrario también iniciaría desde ese punto su ofensiva.